# Distoleon schoutedeni
Distoleon schoutedeni är en insektsart som först beskrevs av Navás 1929.  Distoleon schoutedeni ingår i släktet Distoleon och familjen myrlejonsländor. Inga underarter finns listade i Catalogue of Life.